# 小行星2519
小行星2519（2519 Annagerman）是一颗绕太阳运转的小行星，为主小行星带小行星。该小行星于1975年11月2日发现。
該小行星以波蘭女歌手安娜·傑爾曼命名。

## 轨道参数
小行星2519的轨道半长轴为3.1408174 UA，离心率为0.174。